# Zell am Ebersberg

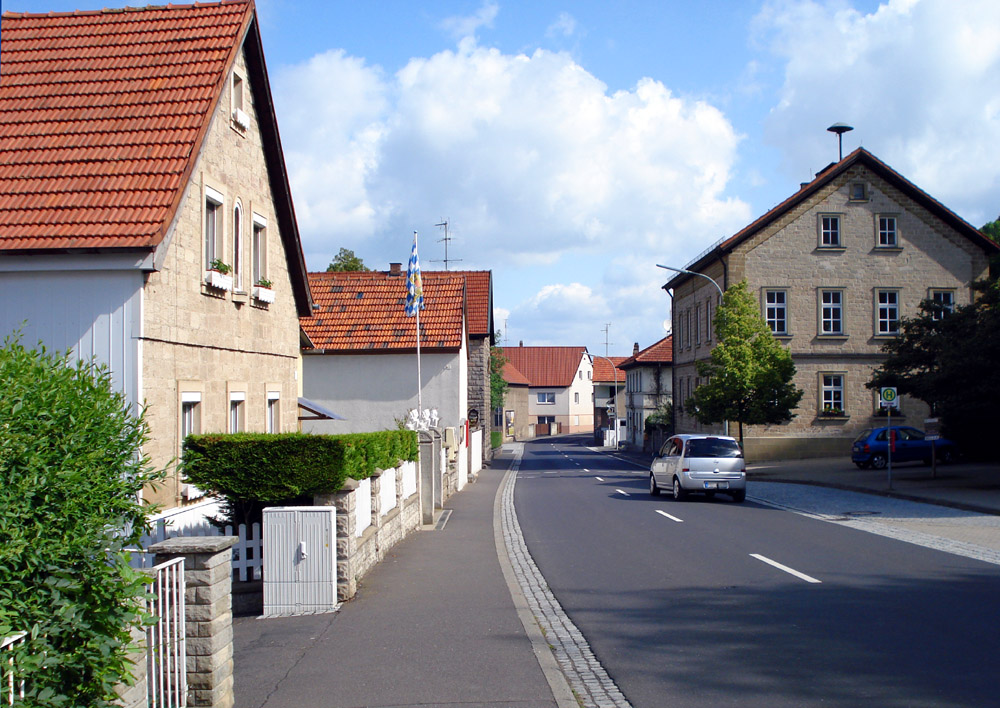
Zell am Ebersberg

Zell am Ebersberg  ist ein Gemeindeteil der Gemeinde Knetzgau im unterfränkischen Landkreis Haßberge in Bayern mit 780 Einwohnern (Stand 31. Dezember 2022).

## Geographie

### Lage
Das unterfränkische Winzerdorf Zell am Ebersberg liegt am nordöstlichen Rand des Steigerwaldes und am Fuße des Ebersbergs in einer Höhe von ca. 280 m ü. NN. Der Ebersberg ist ein markanter Berg, der mit einer Höhe von etwa 450 m ü. NN schon von weitem aus dem Maintal sichtbar ist. Er ist durch einen Funkmast gekennzeichnet und wird von den Bergen des Steigerwaldes umrandet.
Östlich des Ortes erhebt sich der Ebersberg, der tief ins Maintal hineinragt. Südlich von Zell befinden sich von Osten nach Westen der Hollacher Berg (409 m ü. NN), der Kleine Knetzberg (447 m ü. NN) und der in der Gemarkung Neuhauser Forst gelegene Große Knetzberg (488 m ü. NN). Am Schloßberg, der eine Höhe von ca. 365 m ü. NN erreicht, befindet sich eine Burgruine. Der Böhlgrund, auch als „Tor zum Steigerwald“ bekannt, liegt ebenfalls in der Nähe.

Durch Zell fließt der Stöckigsbach, der im Böhlgrund entspringt und zwischen Knetzgau und Sand am Main in den Main mündet. Der Schloßberg und die Hohe Lohe bieten Rundblicke über das Maintal. Nördlich des Ortes verläuft die Autobahn A70, während die Staatsstraße 2276 durch Zell führt.

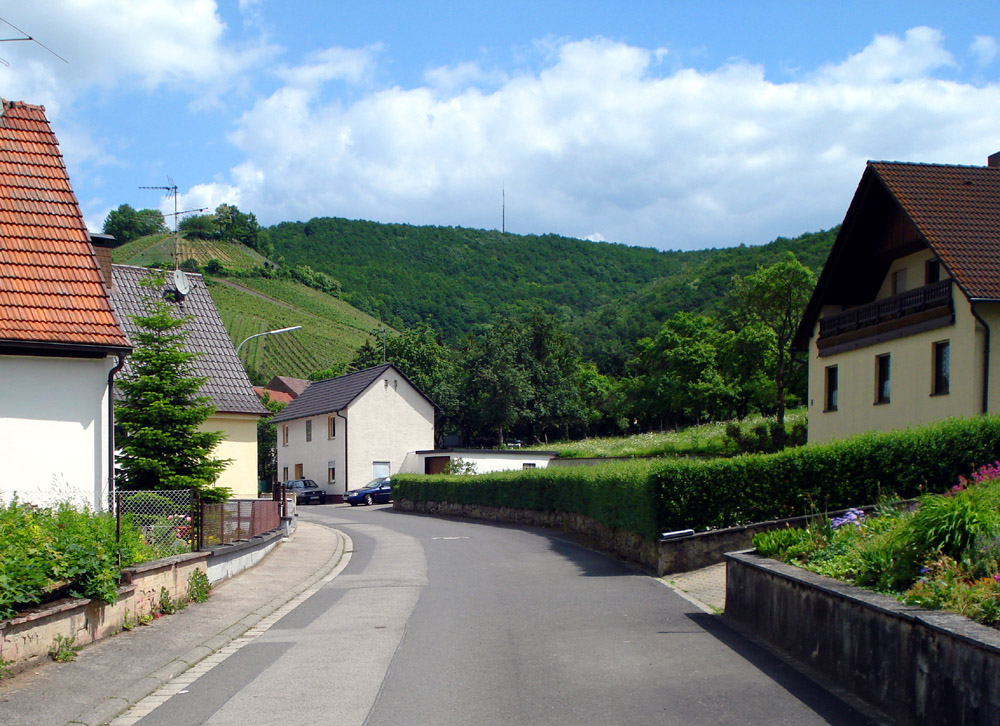
Zell mit Ebersberg
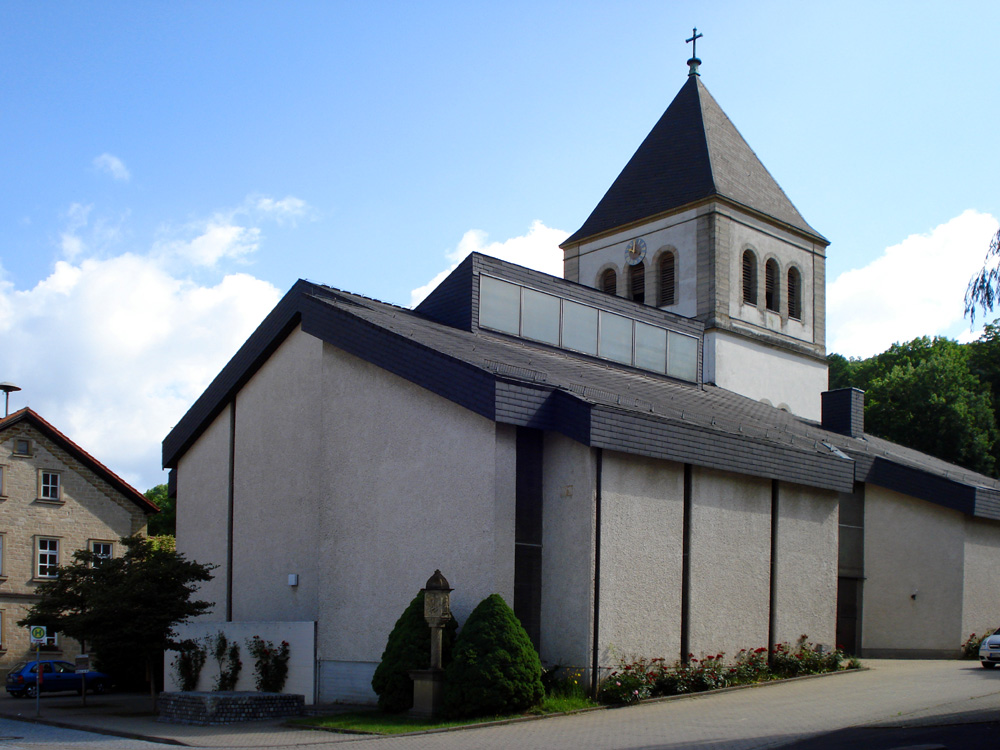
Marienkirche
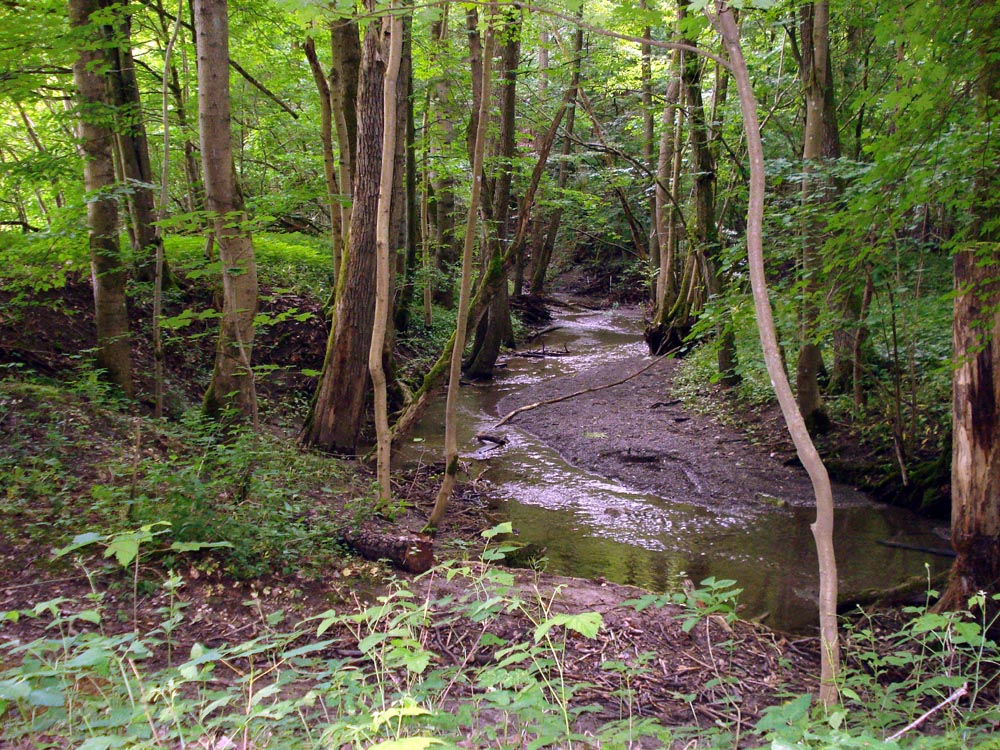
Böhlgrund
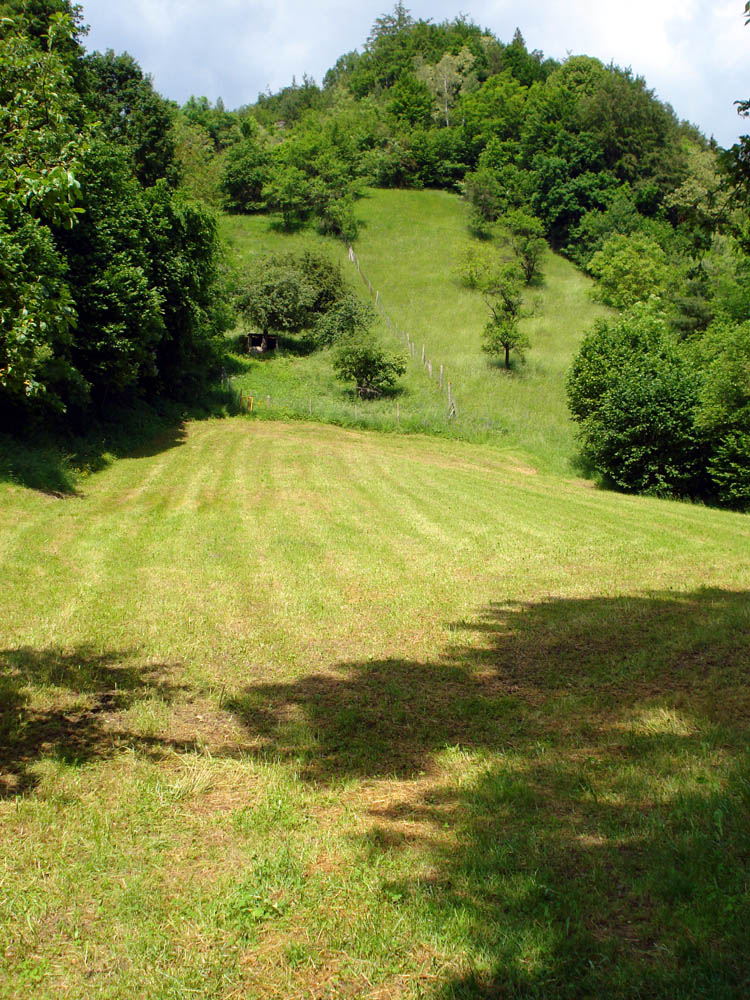
Böhlgrund

### Nachbarorte
Östlich von Zell am Ebersberg liegt der Zeller Forst-West, eine Gemarkung in der Gemeinde Sand am Main. Im Südosten grenzt die Gemarkung Oberschleichach an, die zur Gemeinde Oberaurach gehört. Im Süden schließt sich Neuschleichach an, ebenfalls Teil der Gemeinde Oberaurach. Im Südwesten liegt der Neuhauser Forst, der zur Gemeinde Knetzgau gehört und an Zell am Ebersberg angrenzt. Westlich von Zell befindet sich die Gemarkung Westheim, die ebenfalls Teil von Knetzgau ist. Im Norden liegt der Kernort Knetzgau, während sich im Nordosten Sand am Main erstreckt.

### Naturschutz
Der Naturwald Knetzberge-Böhlgrund liegt innerhalb der Gemarkung Zell am Ebersberg und zählt zu den größten Waldschutzgebieten und Naturwäldern in Bayern. Zudem befinden sich Teile des FFH-Gebiets Buchenwälder und Wiesentäler des Nordsteigerwalds sowie des Vogelschutzgebiets Oberer Steigerwald innerhalb der Gemarkung Zell. Im Rahmen des Eichen-Ringelwaldprojekts, das unter anderem am Großen und Kleinen Knetzberg, die im Naturwald Knetzberge-Böhlgrund liegen, durchgeführt wurde, konnten 10.595 xylobionte Käferarten erfasst werden. Dies entspricht etwa der Hälfte der gesamten Käferpopulation im Nordsteigerwald. Von den 301 dokumentierten Arten waren 22 zuvor in dieser Region unbekannt, darunter der streng geschützte Hirschkäfer. Zudem wurden neun Urwaldreliktarten, darunter der seltene Breitschulterbock, sowie die FFH-Art Scharlachrote Plattkäfer nachgewiesen.
Außerdem befindet sich in Zell am Ebersberg das Naturwaldreservat Böhlgrund, das Teil des Großschutzgebietes Naturwald Knetzberge-Böhlgrund ist. Das Reservat umfasst die tief eingeschnittenen Seitentäler südlich des Stöckigsbach, der auch Böhlbach genannt wird, und ist geprägt von ton- und gipshaltigen Schichten des Steigerwaldkeupers sowie nahrhaften Tonböden, die durch zahlreiche Quellen entstanden sind. Die Baumartenvielfalt umfasst neben der dominierenden Buche auch Traubeneiche, Hainbuche, Linde und seltene Arten wie Elsbeere und Speierling. Die Krautschicht wird im Frühling von Bärlauch dominiert, während im Totholz seltene Käferarten und zahlreiche Schneckenarten leben. Die Wälder sind überwiegend gleichaltrig und stammen von Kahlschlägen vor etwa 100 Jahren.
Ebenfalls in der Gemarkung Zell am Ebersberg liegt der geschützte Landschaftsbestandteil Kalkgrube. Hierbei handelt es sich vor allem um einen Feuchtwald mit einem degenerierten Moorstandort. Außerdem befinden sich naturnahe mesophile Gebüsche, artenreiches Extensivgrünland sowie initiale Gebüsche und Gehölze innerhalb des geschützten Landschaftsbestandteils. Das Schutzgebiet hat eine Größe von etwa zwei Hektar. Zudem befindet sich am westlichen Rand des Kernortes Zell am Ebersberg der Speierlingsbaum, ein Naturdenkmal.

## Geschichte und Religion

### Geschichtliche Entwicklung
Die Entstehung hat Zell wohl dem fränkischen Verkehrsweg zwischen Bamberg und Schweinfurt zu verdanken. Die erste urkundliche Erwähnung des Ortes stammt aus dem Jahr 1111, höchstwahrscheinlich wurde der Ort aber schon einige Jahrhunderte früher besiedelt. 1011 wurde bereits eine Burg auf dem Ebersberg erwähnt, Burgstall Ebersberg. Der Verkehrsweg wurde bis Zell als Königsweg oder Rennsteig bezeichnet. Ab Zell verlief dieser Weg auf dem Rücken des Höhenzugs zwischen Main und der nördlichen Aurach als Hochstraße. Dies war eine wichtige Verbindung zwischen den Erzbistum Bamberg und dem Bistum Würzburg. Das Schloss (Burgruine Ebersberg) auf dem Schloßberg, erbaut 1115 durch Bischof Otto von Bamberg, wurde wohl als Unterkunft und Raststation der Geistlichen der beiden Bistümer Würzburg und Bamberg genutzt, war aber auch Sitz der Amtsmänner zur Verwaltung des bischöflichen Besitzes rund um Zell, ihnen oblag auch die niedere Gerichtsbarkeit. Auch fand das Schloss als Zollstation Verwendung. So mussten die Transport- und Fuhrwagen, welche auf dem Rennsteig unterwegs waren, in Zell an Beamte des Bistums ihren Wegezoll verrichten. Das Schloss auf dem Schloßberg wurde erstmals 1525 von den Bauern unter Hans Luft niedergebrannt, danach folgte der Wiederaufbau. 1634 wurde durch schwedische Einheiten im Dreißigjährigen Krieg das Schloss endgültig zerstört. Die Mauerreste und Steinreste des Schlosses oder der Burg wurden bis Anfang des 20. Jahrhunderts durch arme Zeller Bauern zum Hausbau verwendet. 1972 wurde die Burgfläche durch den Naturpark Steigerwald zum Aussichtspunkt ausgebaut und -gestattet. In der Gegenwart sind nur noch wenige Mauer- und Fundamentreste vorhanden. Am 1. Juli 1974 wurde die bis dahin selbständige Gemeinde Zell am Ebersberg im Zuge der Gebietsreform in Bayern in die Gemeinde Knetzgau eingegliedert.

### Religion
Die Mehrheit der Zeller Bevölkerung ist Römisch-Katholisch. Neben der katholischen Kirche besitzt Zell auch ein eigenes Pfarrer-Wohnhaus und ein Pfarrheim, welches seit 2015 als Unterkunft für ukrainische Flüchtlinge dient. Katholisch gehört Zell zur Pfarreiverwaltung nach Knetzgau, Evangelisch nach Westheim.

## Kultur und Sehenswürdigkeiten

### Sehenswürdigkeiten
- Katholische Kirche zur Unbefleckten Empfängnis Mariens. In den 1970er Jahren wurde die bestehende, renovierungsbedürftige Kirche abgerissen, lediglich der Kirchturm blieb erhalten. Auf dem Grundstück wurde eine neue moderne Kirche errichtet
- Mauerreste der Burg Ebersberg auf dem Schlossberg; erbaut 1115, zerstört 1525 und 1634
- Fundamentreste Heidenschloß im Böhlgrund (Fundort der wahrscheinlich ältesten Schachfiguren Europas); erwähnt 1011, zerstört 1525, 1644 und auch danach
- Böhlgrund (Nordöstliches Tor des Steigerwaldes)
- Schloßberg (mit Sitzgelegenheiten und Panorama-Schaukel) und Hohe Lohe bieten Ausblick über das Maintal bis nach Schweinfurt
- Ebersberg (mit ehemaliger Sportanlage)
- Königseiche im Böhlgrund
- keltische Hügelgräber (zwischen Zell am Ebersberg, Schloßberg und Oberschleichach)
- Überdimensionale Schachfigur direkt am Böhlbach in der Hauptstraße Abzweigung Sanderstraße, Nachbildung des Fundes am Heidenschloß im Böhlgrund
- Ehemaliges Armenhaus von Zell am Ebersberg (jetzt Heckenwirtschaft Rippstein)
- Schlangenweg (Wanderstrecke und Mountainbike-Trail im Böhlgrund)

### Veranstaltungen
- Der Sportverein TSV 1947 Zell am Ebersberg e. V. feierte 2007 sein 60-jähriges Gründungsjubiläum.
- Der Musikverein 1972 Zell am Ebersberg feierte 2012 sein 40-jähriges Bestehen, verbunden mit dem Gemeinde- und Kreismusikfest vom 30. Juni bis 2. Juli 2012 auf dem Gelände des TSV Zell
- Jährlich dreimal stattfindende Zeller Büttensitzung unter der Leitung des Elferratspräsidenten mit Auftritten des Zeller Elferrats, verschiedener Tanzgarden, dem TSV-Herrenballett und vielen weiteren Akteuren.
- Kirchweih (Zweites Wochenende im September): In Zell beginnt die Kirchweih bereits am Donnerstag mit einer Bierprobe zusammen mit der Brauerei und den Schaustellern. Von Freitag bis Dienstag findet im Sportheim Festbetrieb statt, auf dessen Parkplatz ein kleiner Rummelplatz eingerichtet ist. Am Samstag gehen früh die Kerwasburm in den Wald, um Kirchweihbaum und Maierli (kleine Birken) zu holen. Nachmittags ziehen sie dann zusammen mit dem Musikverein 1972 Zell Zeller Musikanten von Gaststätte zu Gaststätte, um dort vor dem Haus die Maierli aufzustellen. Mit der Kirchweih beginnt traditionell in Zell die Federweißerzeit.
- Zahlreiche Veranstaltungen der Heckenwirtschaften (Hofschoppenfeste, Sommerfeste, Jazz-Brunch usw.)
- Maibaumaufstellung hinter der Kirche durch die Freiwillige Feuerwehr, jährlich am 30. April
- Oktoberfest durch die Freiwillige Feuerwehr, mit Zeller Federweißer, Zeller Weinen, Zwiebelkuchen und weiteren deftigen fränkischen Schmankerln.
- Kreisfeuerwehrtag des Landkreises Haßberge Anfang Juli 2010 in Zell am Ebersberg
- Festlichkeiten zum 150-jährigen Bestehen der Feuerwehr Zell a.E fanden vom 8. bis 9. Juni 2024 am Feuerwehrhaus statt.

### Vereinsleben
Zell am Ebersberg hat ein vielfältiges und ausgeprägtes Vereinsleben, dazu gehören der Sportverein TSV 1947 Zell am Ebersberg e. V. mit diversen Sparten, ebenso der Musikverein Zeller Musikanten, der Gesangsverein Liederkranz Zell, die 1874 gegründete Freiwillige Feuerwehr, der Siedler- und Eigenheimerverein sowie politische Ortsverbände. Zahlreiche Aktivitäten zeigt auch die Kinder- und Jugendarbeit der Katholischen Kirche.

## Wirtschaft und Infrastruktur

### Weinanbau
Zell am Ebersberg ist ein bekannter Weinort im fränkischen Weinanbaugebiet des Abt-Degen-Weintals. Vor allem die fränkischen Rebsorten wie Silvaner und Müller-Thurgau werden in den Hängen rund um Zell angebaut, aber auch Bacchus, Portugieser, Domina, Schwarzriesling und so weiter. Weit über 20 Winzer bieten in Zell am Ebersberg ihre Eigenbauweine an, zum Teil auch in eigenen Heckenwirtschaften. Seit einigen Jahren übernehmen viele junge Winzer und Winzermeister die elterlichen Weinbaubetriebe in Zell, wo durch neue Ideen und Innovationen die Produktvielfalt und Angebote rund um den Wein um ein Vielfaches erweitert wurden. So werden neben den klassischen Weinproben auch Weinwanderungen durch die Weinberge, Wein-Erlebnis-Veranstaltungen, Kräuterwanderungen, Barrique-Weine, Frankensekte, Secco und vieles mehr angeboten.

### Gewerbe und Industrie
In Zell sind zahlreiche Handwerksbetriebe ansässig. Zudem kann man Vertreiber für Obst und Gemüse, Schnapsbrennereien sowie einige Dienstleistungsanbieter finden. Das Industrie- und Gewerbegebiet Knetzgau ist gut 1 km entfernt.

### Tourismus
Touristisch ist Zell am Ebersberg im Verbund der fünf Sterne-Gemeinden, durch die Gemeinde Knetzgau, und auch im Abt-Degen-Weintal vertreten. Zahlreiche Wanderwege (Mainfrankenwanderweg, Panorama-Wanderweg, Marienwanderweg usw.) führen durch Zell, aber auch Touren durch den Böhlgrund oder über den Schloßberg. Durch Zell führt der Fränkische Marienweg. Der Main-Radweg verläuft in fünf Kilometern Entfernung. Zur Zeit der Weinlese und in der Federweißerzeit von Mitte September bis Mitte Oktober prägt Tourismus verstärkt das Ortsleben. Vor allem bei Tagesausflüglern und Wanderfreunden ist Zell am Ebersberg ein beliebtes Reiseziel. Die zahlreichen Heckenwirtschaften werden oft nach den Wandertouren zur Rast genutzt. Aber auch Übernachtungsunterkünfte sind in Zell und Umgebung vorhanden.

### Verkehrsanbindung und Infrastruktur
Die Abfahrt 11 Knetzgau an der A 70 liegt einen Kilometer entfernt, von dort aus sind es nur ca. 30 km nach Bamberg und 30 km nach Schweinfurt. Zur Bundesstraße 26 sind es 5 Kilometer, zur Steigerwald-Höhenstraße ca. 4 km. Die nächstgelegenen Bahnhöfe sind Haßfurt und Zeil am Main. Über Radwege ist Zell von allen Himmelsrichtungen zu erreichen; asphaltierte Radwege von/nach Knetzgau, Sand am Main, Westheim, Oberschleichach. Ein Bus fährt werktags alle paar Stunden von Oberschleichach kommend über Sand am Main und Knetzgau nach Haßfurt (Marktplatz, Bahnhof, Berufsschule und Schulzentrum) und wieder zurück. Der nächste Binnenschifffahrtshafen befindet sich in Zeil am Main. Bei Haßfurt befindet sich der nächstgelegene Verkehrslande-Flugplatz der Region. Anfang 2012 wies die Gemeinde Knetzgau das Neubaugebiet „Mühlleite“ aus und bietet somit nun wieder Bauland für Wohnhäuser in Zell am Ebersberg an.

### Öffentliche Einrichtungen
- Friedhof, in der Sanderstraße
- Kindergarten im alten Schulgebäude, direkt neben der Kirche (erbaut 1877)
- Pfarrheim, früher Jugendheim genannt
- Freiwillige Feuerwehr Zell am Ebersberg

## Persönlichkeiten
- Franziska Endres, vom Weiki-Hof in Zell am Ebersberg, wurde am 11. Oktober 2009 zur Fränkischen Apfelkönigin gekrönt, ihre Amtszeit betrug zwei Jahre.
- Werner Schneider (CSU) aus Zell war von 1990 bis 2008 Erster Bürgermeister der Großgemeinde Knetzgau, sowie bis 2014 Kreisrat im Landkreis Haßberge
- Paul Hinz, Lehrer, Historiker und Hobbyarchäologe, war in Zell als Lehrer tätig, später Rektor der Volksschule Knetzgau. Er unternahm viele Forschungen und Ausgrabungen rund um Zell am Ebersberg und setzte sich für die Geschichte ein,  z. B. des  Schloßbergs, des Heidenschlosses und der Hügelgräber
- Willi Fuß (CSU) von 2008 bis 2014 Zweiter Bürgermeister der Gemeinde Knetzgau

## Trivia
In Zell gibt es je 100 Einwohner eine Gastwirtschaft (Heckenwirtschaft, Weinstube, Speiselokal).